# Dealul Ciocaș - Dealul Vițelului
Dealul Ciocaș - Dealul Vițelului este o arie protejată de interes național ce corespunde categoriei a IV-a IUCN (rezervație naturală de tip mixt), situată în sud-estul Transilvaniei, pe teritoriile județelor Covasna (91%) și Brașov (9%)..

## Localizare
Aria naturală se află în extremitatea central-estică a județului Brașov (pe teritoriile administrative ale comunelor Bod și Hărman) și cea vestică a județului Covasna (pe teritoriile comunelor Ilieni și Vâlcele, în imediata apropiere de drumul județean DJ103, care leagă municipiul Brașov de Sfântu Gheorghe. 

## Înființare
Zona Dealul Ciocaș - Dealul Vițelului a fost declarată arie protejată prin Hotărârea de Guvern Nr.2.151 din 30 noiembrie 2004 (hotărâre privind instituirea de arie naturală protejată pentru noi zone), și reprezintă o zonă de deal și munte, acoperită cu vegetație forestieră, pajiști și pășuni, în partea nord-estică, estică și sud-estică a satului Ariușd, Covasna și se întinde pe o suprafață de 977 hectare. 
Rezervația reprezintă o zonă naturală (păduri de foioase, păduri în tranziție, pășuni, terenuri arabile și culturi) încadrată în bioregiunea continentală a Depresiunii Brașovului, aflată în nord-estul Munților Baraolt (grupă muntoasă a Carpaților de Curbură, aparținând de lanțului carpatic al Orientalilor), în lunca dreaptă a Oltului. Aceasta se suprapune sitului de importanță comunitară (ROSCI0056) omonim (Dealul Ciocaș - Dealul Vițelului)

## Biodiversitate
Aria protejată adăpostește un habitat natural de tip Tufărișuri subcontinentale peri-panonice și protejază o gamă diversă de floră și faună specifică grupării montane a Carpaților de Curbură și zonei depresionare din bazinul mijlociu al Oltului.

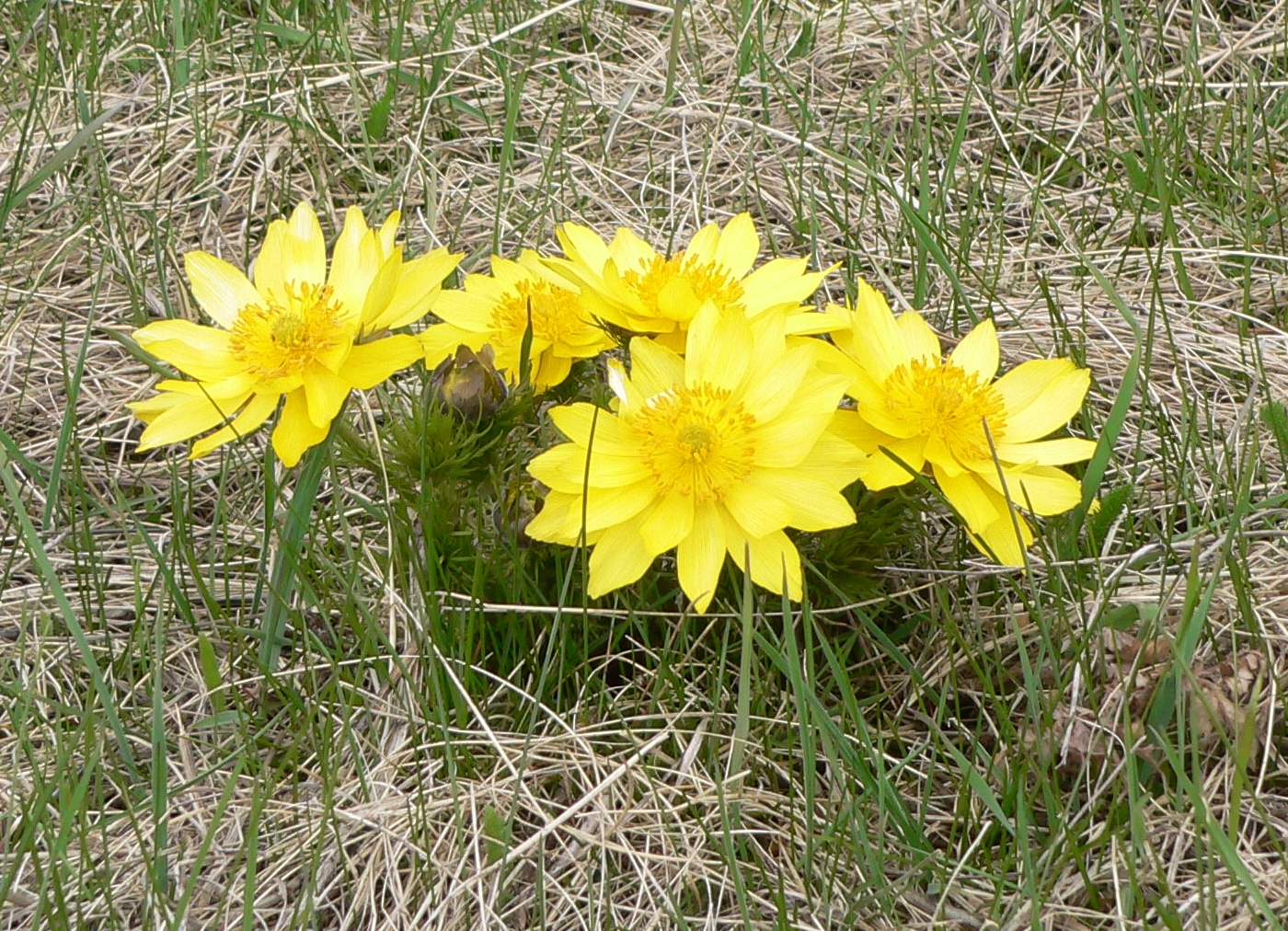
Ruşcuţă de primăvară (Adonis vernalis)

### Floră
Flora rezervației este alcătuită din arbori și arbusti cu specii de: fag (Fagus sylvatica), stejar (Quercur robur), mesteacăn (Betula), frasin (Fraxinus), tei (Tilia), alun (Corylus avellana), păducel (Crataegus monogyna), afin (Vaccinum myrtillus L.), soc negru (Sambucus nigra), mur (Rubus fruticosus), zmeur (Rubus idaeus), măceș (Rosa canina), merișor (Vaccinium vitis-idaea), migdal pitic (Amygdalus nana), prunus (Prunus tenella) sau bârcoace (Cotoneaster integerrimus).
La nivelul ierburilor, pe pajiștile și fânețele ariei naturale sunt întâlnite mai multe specii floristice, printre care: stânjenelul sălbatic (Iris aphylla ssp. hungarica, specie protejată prin acceași Directivă a Consiliului European - 92/43/CE din 21 mai 1992 - anexa I-a, cunoscut și sub denumirea populară de stânjenel de stepă), ciurul zânelor (Carlina acaulis), didiței (Pulsatilla montana), rușcuță de primăvară (Adonis vernalis), coada șoricelului (Achillea setacea), gâscariță (Arabis hirsuta), asparagus (Asparagus officinalis), prazul-cu-cap-rotund (Allium sphaerocephalon), flămânzică (Draba nemorosa), garoafă (Dianthus giganteus), frăsinel (Dictamnus albus), alior (Euphorbia cyparissias), iris (Iris aphylla), colilie (Stipa pulcherrima), cimbrișor (cu specii de Thymus comosus și Thymus glabrescens ssp. glabrescens).

### Faună
Fauna este reprezentată de mai multe specii de mamifere, păsări, reptile, amfibieni și insecte; dintre care unele protejate prin Directiva Consiliului European 92/43/CE din 21 mai 1992 (privind conservarea habitatelor naturale și a speciilor de faună și floră sălbatică) sau aflate pe lista roșie a IUCN.

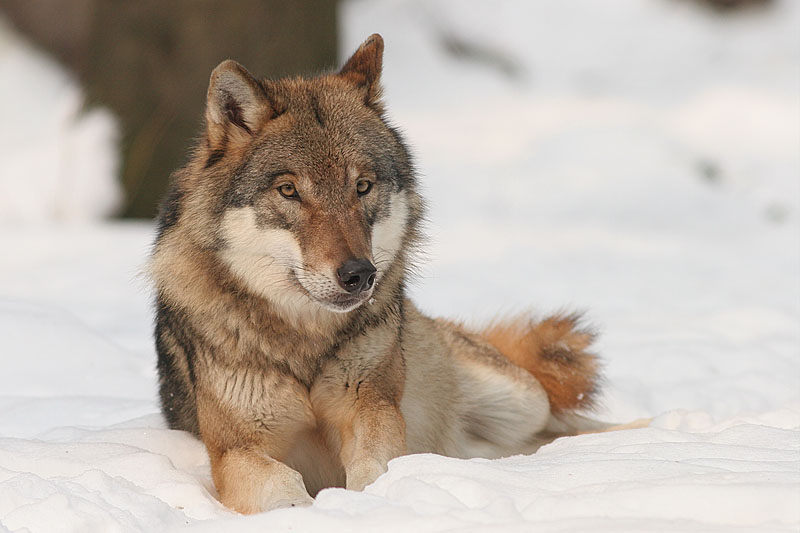
Lup cenuşiu (Canis lupus)

Mamifere cu specii de: lup cenușiu (Canis lupus), cerb (Cervus elaphus), căprioară (Capreolus capreolus), mistreț (Sus scrofa), vulpe (Vulpes vulpes crucigera), viezure (Meles meles), breb (Castor fiber);
Păsări: stârc roșu (Ardea purpurea), barză neagră (Ciconia nigra), șerpar (Circaetus gallicus)porumbel gulerat (Columba palumbus), porumbel de scorbură (Columba oenas), cristei-de-câmp (Crex crex), cuc (Cuculus canorus), ciocănitoarea de grădină (Dendrocopos syriacus), ciocănitoare cu spate alb (Dendrocopos leucotos), ciocănitoare neagră (Dryocopus martius), presură bărboasă (Emberiza cirlus), presură de stuf (Emberiza schoeniclus), măcăleandru (Erithacus rubecula),  șoim-de-iarnă (Falco columbarius), vânturel roșu (Falco tinnunculus), șoimul rândunelelor (Falco subbuteo), muscar (Ficedula parva), muscar-gulerat (Ficedula albicollis), muscar negru (Ficedula hypoleuca), cinteză (Fringilla coelebs);
Amfibieni din speciile: ivoraș-cu-burta-galbenă (Bombina variegata) și triton cu creastă (Triturus cristatus); 
În arealul rezervației este semnalată și prezența a două specii de fluturi rari: Colias myrmidone și Lycaena dispar (fluturele purpuriu, specie aflată pe lista roșie a IUCN).

## Căi de acces
- Drumul național (DN13E) - Sfântu Gheorghe - Vâlcele - Araci se intră la stânga pe drumul comunal ce duce în satul Ariușd (dinspre Sfântu Gheorghe)
- Drumul județean (103) - Brașov - Sânpetru - Bod - Araci, de aici se urmează în dreapta drumul comunal spre satul Ariușd (dinspre Brașov)

## Monumente și atracții turistice
În vecinătatea rezervației naturale se află câteva obiective de interes istoric, cultural și turistic (lăcașuri de cult, situri arheologice, arii naturale protejate); astfel:

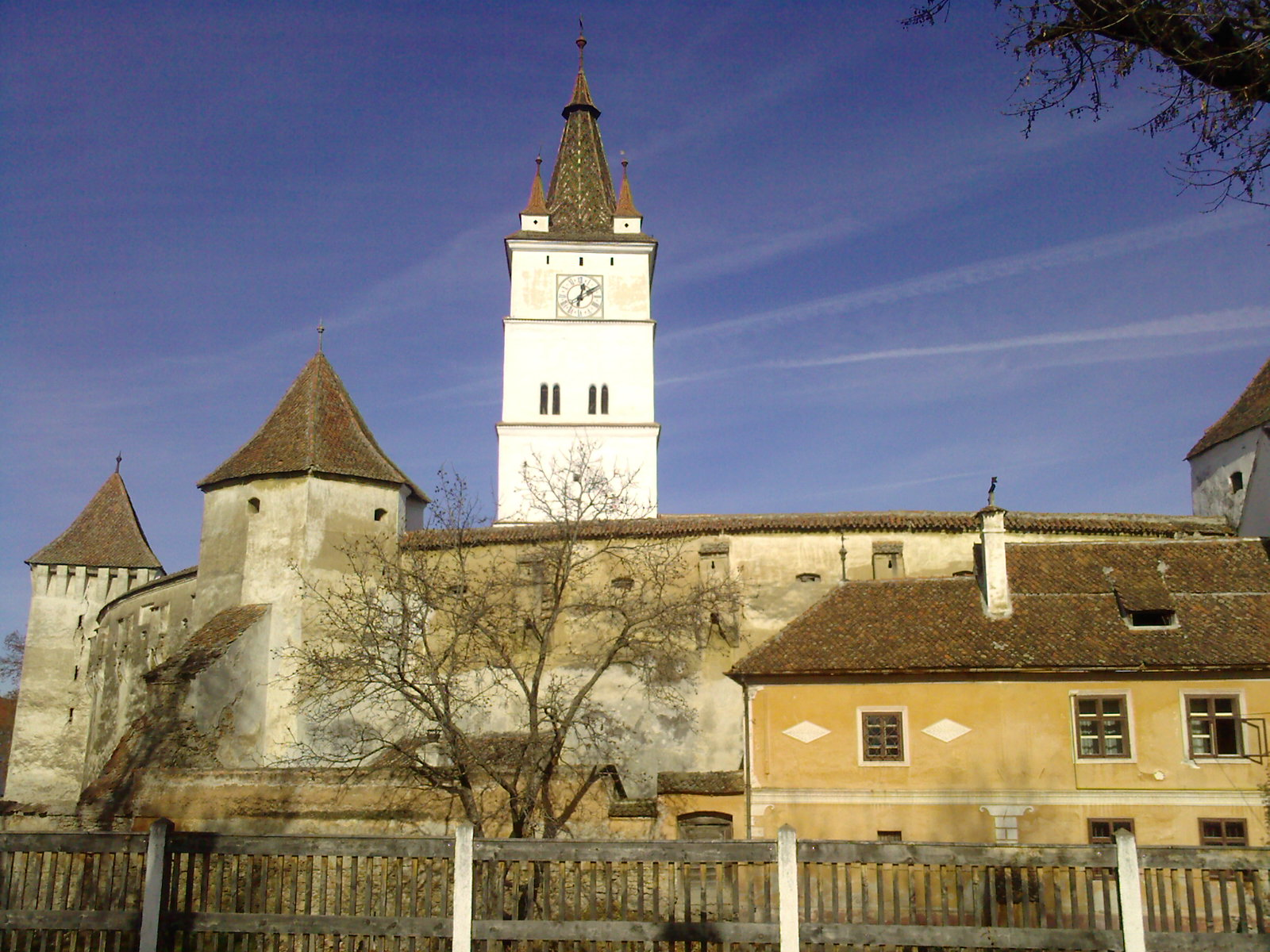
Ansamblul bisericii evanghelice fortificate din Hărman

- Biserica reformată din Ariușd, construcție 1700, monument istoric.
- Biserica evanghelică din Hărman (monument istoric, secolul al XIII-lea) cu portal principal (realizat în stil gotic) pe fațada vestică și fortificație (triplu cordon de curtine concentrice) ridicată în secolul al XIV-lea.
- Ansamblul bisericii reformate din Ilieni (monument istoric). Biserica și fortificația interioară sunt din secolul al XVI-lea iar fortificațiile exterioare sub formă pentagonală, din secolul al XVII-lea.
- Biserica evanghelică-luterană din Bod (monument istoric) este  construită în jurul anului 1300 și restaurată în 1710, dar se prăbușește în anul 1802 în urma unui cuteremur, urmând ca între anii 1804-1806, pe fundația bisericii vechi, să fie construit actualul lăcaș de cult[17].
- Siturile arheologice Dealul "Tyiszk" (descoperiri atribuite perioadelor: Eneolitic, Cultura Cucuteni - Ariușd) și Dealul "Csókás" (fortificație - sec. XII - XIII, Epoca medievală și așezare atribuită prioadei Hallstatt) de la Ariușd.
- Ariile protejate: Dealul Cetății Lempeș, Mlaștina Hărman, Pădurea și mlaștinile eutrofe de la Prejmer